# QQ Близнецов
QQ Близнецов (лат. QQ Geminorum, HD 46264) — тройная звезда в созвездии Близнецов на расстоянии приблизительно 1 827 световых лет (около 560 парсек) от Солнца. Видимая звёздная величина звезды — от +7,74m до +7,62m.
Пара первого и второго компонентов — двойная затменная переменная звезда (E:).

## Характеристики
Первый компонент — бело-голубая Be-звезда спектрального класса B4, или B5, или B5Vne, или Be. Масса — около 3,958 солнечных, радиус — около 6,459 солнечных, светимость — около 139,11 солнечных. Эффективная температура — около 21079 К.
Третий компонент — коричневый карлик. Масса — около 71,61 юпитерианских. Удалён в среднем на 2,366 а.е..